# 175166 Adirondack
175166 Adirondack è un asteroide della fascia principale. Scoperto nel 2005, presenta un'orbita caratterizzata da un semiasse maggiore pari a 2,5469460 UA e da un'eccentricità di 0,2066641, inclinata di 5,72175° rispetto all'eclittica.